# Katharina Derr
Katharina Derr (* September 1990) ist eine deutsche Schauspielerin.

## Karriere
Derr wurde im Alter von 17 Jahren von dem Regisseur Martin Theo Krieger für den Film entdeckt. Sie spielte die weibliche Hauptrolle in dem Jugenddrama Beautiful Bitch (2007). Sie verkörperte Ljubica Bica Burlacu, genannt „Bitch“, die als rumänisches Straßenkind in Bukarest lebt und nach Düsseldorf kommt, um dort als Taschendiebin den Lebensunterhalt für sich und ihren kleinen Bruder zu sichern. Die Online-Kritik bei Kino.de lobte Derrs „starke“ Darstellung und würdigte sie als „echte Entdeckung“. Die Filmkritik des Kinomagazins Programmkino.de schrieb: „Dreien der Beteiligten ist besonderes Lob zu zollen: [....] und – vor allem – der jungen Katharina Derr, die die Bica spielt. Sie ist so schmerzgezeichnet, zurückhaltend, präsent und glaubhaft, dass man nur staunen kann.“
In dem Liebesdrama Die Liebe der Kinder (2009) hatte Derr eine weitere Hauptrolle in einem Kinofilm. Sie spielte Mira, die Tochter der Bibliothekarin Maren, die sich in den 16-jährigen Sohn des neuen Lebensgefährten ihrer Mutter verliebt. In der Filmkomödie Die Friseuse (2010) übernahm Derr die Rolle der Patsy. Sie spielte eine Freundin von Julia, der Tochter der Titelfigur. In dem Spielfilm Der letzte Mentsch (2014) spielte sie, an der Seite von Mario Adorf, die junge Deutsch-Türkin Gül, die den Holocaust-Überlebenden Marcus Schwartz, der auf der Suche nach seinen jüdischen Wurzeln ist, auf eine Reise nach Ungarn begleitet.
Derr war auch in Fernsehserien zu sehen. In der Sat.1-Anwaltsserie Plötzlich Papa – Einspruch abgelehnt! spielte sie 2008 in der Folge Sex und Tsatsiki die Rolle der jungen Griechin Eleni. In der Rolle der Sylvia gehörte sie zur Besetzung der erfolgreichen Krimiserie Im Angesicht des Verbrechens (2010).
2009 war Derr für den „New Faces Award“ der Zeitschrift BUNTE nominiert. 2009 wurde Derr ebenfalls für den Förderpreis Deutscher Film in der Kategorie „Beste Nachwuchsschauspielerin“ für ihre Rolle in dem Film Die Liebe der Kinder nominiert.

## Filmografie (Auswahl)
- 2007: Beautiful Bitch
- 2008: Plötzlich Papa – Einspruch abgelehnt!
- 2009: Die Liebe der Kinder
- 2009: Wenn die Welt uns gehört
- 2010: Im Angesicht des Verbrechens
- 2010: Die Friseuse
- 2014: Der letzte Mentsch
- 2023: Rentnercops (Fernsehserie, Folge 66, Geschmackssache)
- 2025: Das Glück der Tüchtigen